# Rodney Robert Porter
Rodney Robert Porter (8. říjen 1917, Newton-le-Willows – 6. září 1985, Winchester) byl anglický lékař a biochemik, nositel Nobelovy ceny za fyziologii a lékařství za určení chemické struktury protilátek (imunoglobulinů), velmi složitých molekul, které zajišťují obranu těla proti bakteriím a virům. O cenu se podělil s Geraldem Edelmanem. Oba vědci jsou společně považováni za zakladatele molekulární imunologie. Jejich průkopnická práce z přelomu padesátých a šedesátých let 20. století zahájila novou éru výzkumu protilátek a zkoumání možností jejich využití při vývoji léčiv a vakcín.
Porter vystudoval lékařství na univerzitě v Liverpoolu, titul Ph.D. získal roku 1948 na univerzitě v Cambridge. V letech 1949-1960 pracoval v National Institute for Medical Research v Mill Hillu. Poté se stal profesorem na Londýnské univerzitě, konkrétně na St. Mary’s Hospital Medical School, v roce 1967 pak přešel na Oxfordskou univerzitu.

## Biografie
Rodney Porter se narodil 8. října 1917 v Newton-le-Willows v anglickém hrabství Lancashire. Otec byl vedoucím úředníkem železniční vozovny v Earlestownu (Newton-le-Willows). Po absolvování gymnázia v Ashton-in-Makerfield získal Porter v roce 1939 bakalářský titul z biochemie na Liverpoolské univerzitě.
Jeho kariéru přerušila druhá světová válka, během níž sloužil jako podporučík u královských ženistů na Sicílii a v severní Africe. V roce 1944 byl povýšen na majora a převelen do Královského armádního servisního sboru do italské Neapole, kde působil jako analytik ministerstva války. Po válce odešel na univerzitu v Cambridge, kde se stal prvním doktorandem Fredericka Sangera a v roce 1948 zde získal doktorát (PhD).
Porter pracoval jedenáct let (1949-1960) v Národním ústavu pro lékařský výzkum, poté nastoupil jako profesor imunologie na lékařskou fakultu St. Mary's Hospital na Imperial College v Londýně. V roce 1967 byl jmenován profesorem biochemie na Oxfordské univerzitě a členem Trinity College v Oxfordu. K práci, která vedla k udělení Nobelovy ceny, významně přispěla jeho kolegyně Elizabeth Pressová (Betty Press), která s ním pracovala v Národním ústavu pro lékařský výzkum, St Mary's Hospital i v Oxfordu.
V roce 1981 hrál Porter zásadní roli při získávání finančních prostředků na koupi domu Edwarda Jennera, aby se z něj stalo muzeum a konferenční centrum. Jennera považoval za mimořádně významnou osobnost imunologie, protože objevil očkování.
V roce 1948 se oženil s Julií New. Seznámili se v době, kdy Porter studoval jako doktorand na katedře biochemie na Cambridgeské univerzitě a Julia pracovala jako vědecká asistentka na katedře fyziologie. Měli spolu pět dětí, poslední byla dvojčata. Těsně před oficiálním odchodem do důchodu na cestě do Francie na dovolenou se Porter stal 6. září 1985 obětí dopravní nehody čtyř aut. Manželka Julia byla jen lehce zraněna.

## Vědecká kariéra a výzkum
Po dokončení doktorátu nastoupil Porter jako vědecký pracovník do Národního ústavu pro lékařský výzkum v Mill Hill. Začal studovat protilátky a napsal disertační práci o metodách hledání aktivního centra protilátek. Stejně jako před ním Sanger, i Porter si brzy získal pověst extrémně vytrvalého člověka, který pokračoval ve výzkumu, který považoval za slibný, i navzdory skepsi svých kolegů.
Porterovým zásadním přínosem byla jeho hypotéza, že protilátky mají strukturu ve tvaru písmene Y. V padesátých letech se mu pomocí enzymu papainu podařilo rozštěpit molekulu králičího krevního imunoglobulinu G (IgG) na tři funkčně odlišné fragmenty, jež bylo možné podrobit strukturní analýze. Prokázal, že velký fragment neboli krystalizovatelný fragment (Fc) je u všech molekul IgG stejný, ale dva menší fragmenty, které nazval fragmenty vázající antigen (Fab), se u jednotlivých protilátek liší. Na základě vlastního a Edelmanova výzkumu pak Porter se svým týmem byl schopen určit dnes všeobecně uznávaný čtyřřetězcový model protilátky.
V pozdějším výzkumu se zaměřil na roli protilátek jako povrchových buněčných receptorů a na systém komplementu. Jeho laboratoř zkoumala komplexní proteinové kaskády podílející se na aktivaci komplementu a zapojení protilátek do jeho aktivace.

## Ocenění
Porter s Edelmanem získali roku 1972 Nobelovu cenu za fyziologii a lékařství za určení chemické struktury protilátek. Edelman, který pracoval nezávisle, použil k rozdělení molekuly jiné metody a dospěl k závěru, že se jedná o víceřetězcovou entitu, nikoli o jediný řetězec aminokyselin. Porter pomocí své fragmentační techniky studoval jednotlivé řetězce molekuly odděleně, zatímco Edelman pracoval na celé molekule. Do roku 1969 se podařilo vytvořit kompletní model molekuly, který zahrnoval více než 1 300 aminokyselin.
V roce 1964 se stal členem Královské společnosti, která mu v roce 1973 udělila Královskou medaili. V roce 1983 byl vyznamenán Copleyho medailí. Byl také členem American Academy of Arts and Sciences (od roku 1968) a National Academy of Sciences (1972).